# Ditlev Staal
Ditlev Staal (døbt 27. februar 1739 i Stubbekøbing – 1797) var en dansk købmand, agent og godsejer.
Han var søn af købmanden Lars Hansen Staal og Anna født Flint, der var datter af anden lokal købmand, Ditlev Flint. Ditlev Staal blev selv købmand i Stubbekøbing, og i 1764 blev han gift med Karen Berg. I 1774 købte han det tidligere ryttergods Klintholm Gods på Møn for 42.358 rigsdaler, opførte i det følgende tiår de ældste bygninger, og her døde han i 1797.
Han fik med Karen Berg børnene Hans, som blev købmand i Königsberg og siden i Stubbekøbing, Anna Katrine, Ditlev og Peder, som blev købmænd i Stubbekøbing, Henrich, Karen Line, Niels, Christian og Jacob.